# Nützliche Fiktion
Als nützliche Fiktion wird in der erkenntnistheoretischen Philosophie eine Annahme oder Theorie bezeichnet, die als Erklärung oder als vorläufige Denkfigur akzeptiert wird, obwohl sie aus streng wissenschaftlicher oder logischer Sicht nicht haltbar oder beweisbar ist.
Obwohl vielleicht falsch, führt eine nützliche Fiktion zu durchaus sozialadäquaten Resultaten – sie erfüllt im Zusammenleben der Menschen eine anerkannte Funktion – und wird deswegen beibehalten. Nützliche Fiktionen erhalten also ihre Legitimität durch den lebenspraktischen Zweck, den sie erfüllen, nicht durch ihre objektive Beweisbarkeit. Die soziale Nützlichkeit dominiert im Falle einer solchen Fiktion die Frage nach der Wahrheit der Annahmen.
Der Begriff der nützlichen Fiktion lässt sich in der Philosophie dem Bereich des Pragmatismus, des Instrumentalismus und des Naturalismus zuordnen.
Philosophen, die den Begriff der nützlichen Fiktion zentral verwenden, sind z. B. Hans Vaihinger und Daniel Dennett.
Ein wiederkehrendes Beispiel für eine nützliche Fiktion ist die menschliche Willensfreiheit: Obwohl der freie Wille der Menschen nicht objektiv beweisbar ist, wird im juristischen Bereich als gesetzliche Vermutung zu Grunde gelegt, dass erwachsene und gesunde Menschen zur freien Willensbestimmung fähig sind, und dadurch ihren Willen im Rahmen gesetzlicher Regeln halten können.
Auch die Astrologie wurde als nützliche Fiktion bezeichnet: Ihre Grundannahmen sind wissenschaftlich nicht beweisbar, jedoch erfüllt die Astrologie als System der Lebensdeutung und Sinnfindung eine Funktion in der Gesellschaft.